# Gatlingov top
Gatlingov top (ang.:Gatling gun)  je bil vrsta večcevnega strelnega orožja, glede na število izstrelkov predhodnik mitraljeza, tehnološko pa prednik avtomatskega topa.

## Zgodovina
Po njem imenovani mitraljez je izumil Američan Richard Gatling in so ga prvič so uporabili v  spopadih med ameriško državljansko vojno (1861-1865). Mitraljez je bila zmožen neprekinjenega streljanja, vendar je strelec poleg usmerjanja orožja moral vrteti ročni mehanizem, zato ni bil povsem avtomatsko orožje, za razliko od kasnejša mitraljeza  tipa Maxim. Prvi Gatlingi so dosegali kadenco okrog 200 strelov na minuto.
Richard Gatling je napisal: »da njegovo orožje zmanjša velikost vojske, s tem število padlih vojakov, predvsem pa pokaže, kako nesmiselna je vojna.« Pred Gatlingovim izumom praktično ni bilo nobenega hitrostrelnega orožja, razen francoskega mitraljeza tipa Reffye.

## Opis in tehnične značilnosti
Več cevi omogoča boljše hlajenje, saj vsaka cev penetrira samo enkrat na rotacijo. Novejši Gatlingovi topovi izstrelijo tudi čez 6000 nabojev v minuti. Njihova slabost je časovni zamik, saj mora motor pred začetkom streljanja zavrteti cevi na delovno hitrost.